# Desiderio desideravi
hoc Pascha manducare vobiscum,
antequam patiar»
(Vangelo secondo Luca 22,15; citato nell'incipit di Desiderio desideravi.)
Desiderio desideravi ("Ho tanto desiderato") è una lettera apostolica di papa Francesco, datata e pubblicata il 29 giugno 2022 e dedicata alla formazione liturgica del popolo di Dio.

## Contenuto
- Preambolo (1)
- 1. La Liturgia: “oggi” della storia della salvezza (2-9)
- 2. La Liturgia: luogo dell’incontro con Cristo (10-13)
- 3. La Chiesa: sacramento del Corpo di Cristo (14-15)
- 4. Il senso teologico della Liturgia (16)
- 5. La Liturgia: antidoto al veleno della mondanità spirituale (17-20)
- 6. Riscoprire ogni giorno la bellezza della verità della celebrazione cristiana (21-23)
- 7. Lo stupore per il mistero pasquale:

parte essenziale dell’atto liturgico (24-26)
- 8. La necessità di una seria e vitale formazione liturgica (27-47)
- 9. Ars celebrandi (48-60)
- Conclusioni (61-65)